# Кристиан Людвиг II Мекленбургский
Кристиан Людвиг II Мекленбургский (нем. Christian  Ludwig II., Herzog zu Mecklenburg-Schwerin; 15 ноября 1683, Грабов — 30 мая 1756, Шверин) — герцог Мекленбург-Шверина, основатель новой столицы Людвигслюст, которой дал своё имя.

## Биография
Кристиан Людвиг — третий сын принца Фридриха Мекленбургского и Кристины Вильгельмины Гессен-Гомбургской (1653—1722) и приходился племянником бездетному герцогу Кристиану Людвигу I Мекленбургскому. Старший брат Кристиана Людвига II — Фридрих Вильгельм I Мекленбургский наследовал своему дяде 21 июня 1692 года. Сам Фридрих Вильгельм умер в 1713 году, и к власти в герцогстве пришёл второй брат Кристиана Людвига Карл Леопольд.

## Правление брата Карла Леопольда и имперская экзекуция
Брат Кристиана Людвига II, Карл Леопольд, стремился обрести абсолютную власть любыми методами и боролся с рыцарством и поддерживавшим его Ростоком. Он потребовал от сословий утвердить дополнительные налоги на создание постоянной армии, принудил ростокский городской совет отказаться от своих привилегий и выдвигал рыцарству решительные требования по уплате налогов.
Во время Северной войны Мекленбург-Шверин стал полем битвы, и с помощью постоянной армии Карл Леопольд надеялся прекратить постой иностранных войск в Мекленбург-Шверине. Так возник острый конфликт между Карлом Леопольдом и сословиями. По жалобе мекленбургских сословий, поданной главе империи на правонарушения Карла Леопольда и его автократические устремления, император Карл VI издал против Карла Леопольда имперскую экзекуцию. Исполнение имперской экзекуции было поручено директору Нижнесаксонского имперского округа курфюрсту Ганноверскому Георгу Людвигу.

## Приход к власти
Имперская экзекуция была исполнена весной 1719 года. Карл Леопольд вскоре покинул страну. Управление Мекленбург-Шверином в качестве исполнителей взяли на себя курфюрст Ганновера и король Пруссии. После смерти курфюрста в 1727 году, ставшего к тому времени также королём Великобритании Георгом I, имперская экзекуция была снята.
В конечном итоге имперский Надворный совет в Вене передал власть в Мекленбург-Шверине Кристиану Людвигу II.
Кристиану Людвигу II пришлось устранять последствия политики своего предшественника. Восемь амтов находились под залогом у ганноверского курфюрста и четыре амта — у прусского короля. Политическая и административная раздробленность страны в связи с этим обострились. Залог четырёх амтов Пруссии был снят лишь в 1787 году.
В 1733 году Карл Леопольд попытался вернуть себе власть в Мекленбург-Шверине, но проиграл.
В 1748 году Кристиан Людвиг II вместе с Адольфом Фридрихом III принял решение о роспуске общемекленбургского государства. Однако они столкнулись с ожесточённым сопротивлением рыцарства. Впоследствии Кристиан Людвиг II заключил с сословиями договор о наследовании, который ещё больше упрочил власть мекленбургского рыцарства и законсервировал отсталость страны до конца мекленбургской монархии в 1918 году.
Кристиан Людвиг вместе с супругой были похоронены в шверинской церкви Святого Николая.

## Потомки
13 ноября 1714 года в Шверине герцог Кристиан Людвиг женился на принцессе Густаве Каролине (1694−1748), дочери герцога Адольфа Фридриха II. В браке родилось пятеро детей:
- Фридрих Благочестивый (1717—1785), герцог Мекленбург-Шверина
- Ульрика София (1723—1813), в 1728—1756 аббатиса монастыря Рюн
- Людвиг, наследный принц Мекленбурга (1725—1778)
- Луиза (1730)
- Амалия (1732—1775)